# Шпанија на Европском првенству у атлетици у дворани 1973.
Шпанија је учествовала на 4. Европском првенству у дворани 1973 одржаном у Ротердаму, (Холандија), 10. и 11. марта. У четвртом учешћу на европским првенствима у дворани репрезентацију Шпаније представљало је 10  спортиста (9 мушкараца и 1 жена) који су се такмичили у 8. дисциплина (7 мушких и 1 женска).
На овом првенству Шпанија није освојила ниједну медаљу, али су оборена 4 национална рекордљ у дворани.
У табели успешности (према броју и пласману такмичара који су учествовали у финалним такмичењима (првих 8 такмичара)) Шпанија је са 2 учесника у финалу заузела 20. место за 6 бодова. од 22 земље које су имале представнике у финалу, односно само Данска и Исланд нису имале финалисте.
| Плас. | Земља   | 1. место | 2. место | 3. место | 4. место | 5. место | 6. место | 7. место | 8. место | Бр. финал. - Бод. |
| ----- | ------- | -------- | -------- | -------- | -------- | -------- | -------- | -------- | -------- | ----------------- |
| 20.   | Шпанија | −        | −        | −        | −        | −        | 2 − 3    | −        | −        | 2 − 6             |

## Учесници
| Бр. | Дисциплина   | Мушкарци                                     | Жене             | Укупно |
| --- | ------------ | -------------------------------------------- | ---------------- | ------ |
| 1.  | 60 м         | Мануел Карбаљо Франсиско Гарсија Луис Сарија |                  | 3.     |
| 2.  | 400 м        | Мануел Соријано                              | Хосефина Салгадо | 2.     |
| 3.  | 800 м        | Антонио Фернандез                            |                  | 2      |
| 4.  | 1.500 м      | Хуан Бораз                                   |                  | 1      |
| 5.  | 3.000 м      | Антонио Бургос                               |                  | 1      |
| 6.  | 60 м препоне | Рафаел Кано                                  |                  | 1.     |
| 7.  | Скок удаљ    | Рафаел Бланкер                               |                  | 1      |
|     | Укупно (7)   | 9                                            | 1                | 10     |

## Резултати

### Мушкарци
| Атлетичар         | Дисциплина   | Лични рекорд | Квалификације | Квалификације | Полуфинале           | Полуфинале           | Финале               | Финале     | Детаљи |
| Атлетичар         | Дисциплина   | Лични рекорд | Резултат      | Место         | Резултат             | Место                | Резултат             | Место      | Детаљи |
| ----------------- | ------------ | ------------ | ------------- | ------------- | -------------------- | -------------------- | -------------------- | ---------- | ------ |
| Мануел Карбаљо    | 60 м         |              | 6,84 КВ, НРд  | 2. у гр. 4    | 6,80 НРд             | 4. у пф. 3           | Није се квалификовао | 13. / 33   |        |
| Франсиско Гасрси  | 60 м         |              | 6,91 ЛРд      | 5. у гр. 5    | Није се квалификовао | Није се квалификовао | Није се квалификовао | =23. / 33  |        |
| Луис Сарија       | 60 м         |              | 6,92 ЛРС      | 5. у гр. 6    | Није се квалификовао | Није се квалификовао | Није се квалификовао | 16. / 33   |        |
| Мануел Соријано   | 400 м        |              | 48,41 КВ      | 2. у гр. 2    | 48,01 ЛРд            | 4. у пф 2            | Није се квалификовао | 7./8       |        |
| Антинио Фернандез | 800 м        |              | 1:49,83 НРд   | 2 у гр. 2 КВ  |                      |                      | 1:50,79              | 6./ 18     |        |
| Хуан Бораз        | 1.500 м      | 3:47,16      | 3:54,82 ЛРС   | 7. у гр. 2/   | Није се квалификовао | 15./ 16              |                      |            |        |
| Антонио Бургос    | 3.000 м      |              | 8:03,93 ЛРС   | 7. у гр. 2/   | Није се квалификовао | 15./ 16              |                      |            |        |
| Рафаел Каноо      | 60 м препоне |              | 6,84 КВ, НРд  | 2. у гр. 4    | 6,80 НРд             | 4. у пф. 3           | Није се квалификовао | 13. / 33   |        |
| Рафаел Бланкер    | скок удаљм   |              |               |               |                      |                      | 7,46                 | 5./10 (12) |        |

### Жене
| Атлетичарка      | Дисциплина | Лични рекорд | Квалификације | Квалификације | Полуфинале             | Полуфинале             | Финале                 | Финале   | Детаљи |
| Атлетичарка      | Дисциплина | Лични рекорд | Резултат      | Место         | Резултат               | Место                  | Резултат               | Место    | Детаљи |
| ---------------- | ---------- | ------------ | ------------- | ------------- | ---------------------- | ---------------------- | ---------------------- | -------- | ------ |
| Хосефина Салгадо | 400 м      |              | 56,04 НРд     | 3. у гр. 4    | Није се квалификоваала | Није се квалификоваала | Није се квалификоваала | 13. / 14 |        |

## Биланс медаља Шпаније после 4. Европског првенства у дворани 1970—1973.
|     | ЕП     |   |   |   |   | УП  |
| 1.  | 1970.  | 0 | 1 | 2 | 3 | 9   |
| 2.  | 1971.  | 0 | 0 | 0 | 0 | 12  |
| 3.  | 1972.  | 0 | 0 | 0 | 0 | 12  |
| 4.  | 1973.  | 0 | 0 | 0 | 0 | =16 |
| 1—4 | Укупно | 0 | 1 | 2 | 3 | =62 |
| --- | ------ | - | - | - | - | --- |

|                                        | Атлетичар                              | Земља                                  |                                        |                                        |                                        |                                        |
| Није било вишеструких освајача медаља. | Није било вишеструких освајача медаља. | Није било вишеструких освајача медаља. | Није било вишеструких освајача медаља. | Није било вишеструких освајача медаља. | Није било вишеструких освајача медаља. | Није било вишеструких освајача медаља. |
| -------------------------------------- | -------------------------------------- | -------------------------------------- | -------------------------------------- | -------------------------------------- | -------------------------------------- | -------------------------------------- |

## Шпански освајачи медаља после 3. Европског првенства 1970—1973.
|    | Атлетичар/ка            | м  | ж | ЕП       | Дисциплина |   |   |   |   |
| -- | ----------------------- | -- | - | -------- | ---------- | - | - | - | - |
| 1. | Хуан Бороз              | м  |   | 1970.    | 800 м      |   |   |   |   |
| 2. | Хавијер Алварез Салгадо | м  |   | 1970.    | 3.000 м    |   |   |   |   |
| 3. | Рафаел Бланкер          | [м |   | 1970.    | скок удаљ  |   |   |   | 3 |
|    | Укупно                  | 3  | 0 | 1970—71. |            | 0 | 1 | 2 | 3 |